# Kaldereta
Kaldereta či caldereta je tradiční filipínské jídlo, které se v zemi objevilo v období španělské kolonizace (v 16. až 19. století). Původně se jedná o guláš z kozího masa a jater, ale v moderní verzi existují různé varianty využívající hovězí, kuřecí nebo vepřové maso. Běžný způsob přípravy zahrnuje dušení masa se zeleninou a drcenými játry. Používají se rajčata, brambory, olivy, papriky či feferonky. Svým složením se podobá afritadě či mechadu, protože hlavní zeleninovou složkou pokrmu jsou rajčata. Obvykle je tento pokrm podáván při zvláštních příležitostech, jako jsou různé oslavy. 

## Etymologie
Název pokrmu je odvozen ze španělského slova caldera, které znamená kotel.

## Historie
Kaldereta se inspirovala španělskými recepty na dušené jehněčí. Vzhledem k tomu, že jehněčí maso nebylo na Filipínách běžné, místní lidé jej nahradili kozím masem a játry, přičemž játra byla drcena a zapracovávána do aromatického vývaru, aby jej zahustila. Ze zeleniny se nejčastěji používají rajčata, která také na souostroví dovezli Španělé. Používají se rozdrcená a zapracovávají se do omáčky.
Kozí maso je často nahrazováno masem hovězím, vepřovým nebo kuřecí, které je dostupnější. Název pokrmu se liší podle použitého masa: kalderetang kambing (kozí maso), kalderetang baka (hovězí maso), kalderetang baboy (vepřové maso) a kalderetang manok (kuřecí maso).

## Ingredience
Hlavní složkou tohoto pokrmu je maso dušené s játry, které se pak rozdrtí, aby se zahustila omáčka. Omáčka se obvykle skládá z masového vývaru ochuceného pepřem, bobkovým listem a podle chuti i chilli papričkami. Do pokrmu se přidávají především rajčata, ale používá se i další zelenina, jako jsou papriky, olivy, brambory, mrkev či cibule. Jako příloha se ke kalderetě podává rýže.